# These Speakers Don’t Always Tell the Truth
These Speakers Don’t Always Tell the Truth – jest płytą EP zespołu From Autumn to Ashes wydaną 13 marca 2007 roku. Była to limitowana edycja dostępna w ograniczonym czasie w sprzedaży w sklepach Hot Topic. Na płycie znajdują się trzy utwory, pierwszy i drugi znalazł się również na najnowszym albumie kapeli Holding a Wolf by the Ears.

## Lista utworów
1. "Deth Kult Social Club" – 2:49
2. "Pioneers" – 3:44
3. "Y2K" – 3:31